# The Beauty (série de televisão)
The Beauty é uma futura série de televisão estadunidense de drama, criada por Ryan Murphy e Matt Hodgson para o FX. A série será baseada na história em quadrinho The Beauty de Jeremy Haun e Jason A. Hurley e está prevista para estrear em 2026.

## Elenco e personagens
- Evan Peters como Drew Foster
- Rebecca Hall como Kara Vaughn
- David Pittu como Ronan Wylde
- Ashton Kutcher
- Anthony Ramos
- Jeremy Pope
- Isabella Rossellini
- Bella Hadid
- Billy Eichner
- Ben Platt
- Daryl Sabara
- Meghan Trainor
- Amelia Gray Hamlin
- Vincent D'Onofrio
- John Carroll Lynch
- Eddie Kaye Thomas
- Emma Halleen
- Julie Halston
- Maggie Rose Tyma

## Produção

### Desenvolvimento
Em 30 de setembro de 2024, FX anunciou que estava desenvolvendo uma série de drama criada por Ryan Murphy e Matt Hodgson chamada The Beauty baseada na história em quadrinho de mesmo nome de Jeremy Haun e Jason A. Hurley. Em 14 de agosto de 2025, New York Comic Con anunciou que a série estreará em 2026.

### Escolha de elenco
Em 30 de setembro de 2024, Evan Peters, Ashton Kutcher, Anthony Ramos e Jeremy Pope juntaram-se ao elenco da série. Em 12 de dezembro de 2024, Rebecca Hall juntou-se ao elenco da série. Em 15 de fevereiro de 2025, Isabella Rossellini juntou-se ao elenco da série. Em 22 de março de 2025, Bella Hadid juntou-se ao elenco da série. Em 27 de março de 2025, Billy Eichner juntou-se ao elenco da série. Em 23 de abril de 2025, Daryl Sabara, Meghan Trainor, Ben Platt e Amelia Gray Hamlin juntaram-se ao elenco da série.

### Filmagens
As filmagens ocorreram entre novembro de 2024 e junho de 2025.